# 統一左翼戦線
統一左翼戦線（とういつさよくせんせん、United Left Front ）は、ネパール国王の独裁体制に反対する共産主義政党の連合。略称ULF。

## 第1期
1990年に結成された。非共産主義政党のネパール会議派と共闘し、民主化運動（ジャナ・アンドラン）を指導。国王の独裁に終止符を打ち、複数政党制による民主的選挙に道をつけた。
参加諸政党は以下の通り。
- ネパール共産党マルクス・レーニン主義派
- ネパール労農党
- ネパール共産党第四会議派
- ネパール共産党マルクス主義派
- ネパール共産党バルマ派
- ネパール共産党マーナンダル派
- ネパール共産党アマーティヤ派

統一左翼戦線の議長はサハーナ・プラダン（マルクス主義派）。名誉議長はトゥラシー・ラール・アマーティヤ（アマーティヤ派）、議長代行はラダ・クリシュナ・マイナリ（マルクス・レーニン主義派）。実際には、議長も名誉議長も事前に逮捕されてしまったので、代行のマイナリが実際の指揮を行った。

## 第2期
2002年10月3日、ギャネンドラ国王の独裁政治に対抗するため結成された。最初のメンバーは次のとおり。
- ネパール共産党マルクス主義派
- ネパール共産党マルクス・レーニン主義派
- ネパール共産党マルクス・レーニン・毛沢東主義派
- Nepal Samyabadi Party (Marksbadi-Leninbadi-Maobadi)
- ネパール共産党ユナイテッド派

ネパール共産党マルクス・レーニン・毛沢東主義派とNepal Samyabadi Party (Marksbadi-Leninbadi-Maobadi)は合同し、「ネパール共産党マルクス・レーニン・毛沢東主義センター」となる。またネパール共産党マルクス主義派とネパール共産党ユナイテッド派も合同し、「ネパール共産党ユナイテッド・マルクス主義派」となる。従って、2006年には
- ネパール共産党マルクス・レーニン・毛沢東主義センター
- ネパール共産党ユナイテッド・マルクス主義派
- ネパール共産党マルクス・レーニン主義派

という陣容であった。
統一左翼戦線は7党連合に加わり、2006年の民主化運動（ロクタントラ・アンドラン）に参加する。